# Frank Baquet
Frank Baquet (* 16. Juni 1964 in Sieglar) ist ein zeitgenössischer, freischaffender deutscher Fotokünstler.

## Leben
Frank Baquet lebt und arbeitet in Troisdorf, Nordrhein-Westfalen. Schon während seines Studiums der Volks- und Betriebswirtschaftslehre in Bonn und Köln, welches er im Jahr 1993 erfolgreich abschloss, begann er ab 1987 seine freiberufliche Tätigkeit als Fotograf und Kommunikationsdesigner. Im Jahre 1990 entstanden die ersten Arbeiten im Bereich der künstlerischen Fotografie. Seit 1993 ist er ebenfalls tätig als Dozent für Fotografie, digitale Bildbearbeitung und fotografische Edeldruckverfahren.
Er ist sowohl Angehöriger des Berufsverbandes Bildender Künstlerinnen und Künstler, als auch Mitglied der Deutschen Gesellschaft für Photographische Edeldruckverfahren. Seit 2012 ist er Leiter des Kunsthauses Troisdorf und der Städtischen Galerie im Kunsthaus Troisdorf. Er ist Begründer und künstlerischer Leiter der Experimentale, einem Festival für Experimentelle Musik, das seit 2018 im Kunsthaus Troisdorf stattfindet.

## Werke und künstlerisches Schaffen
Die Werke Frank Baquets nehmen eine Grenzposition ein zwischen Fotografie und Malerei / Grafik. Obwohl seine Arbeiten vordergründig wie Malerei anmuten, handelt es sich doch rein technisch um Fotografie. Dieses Spiel mit den Gattungen zeichnet seine Werke aus. Baquet zeigt, dass Abstraktion nicht ausschließlich dem ursprünglichen Feld der Malerei vorbehalten sein muss, sondern dass diese ebenso durch künstlerische Fotografie eindrucksvolle Gestalt annehmen kann.
Während er noch in den 90er-Jahren im eigenen Labor großformatige Schwarz-Weiß-Baryt-Abzüge verarbeitete, stellt heute die digitale Fotografie sein substantielles Arbeitsmedium dar.
Frank Baquets Werke spiegeln stets dessen konsequente Verneinung des Abbildcharakters der Wirklichkeit wider, was ihn als einen exponierten Vertreter der zeitgenössischen subjektiven Fotografie auszeichnet.
Die Werke Frank Baquets wurden national wie auch international ausgestellt; so u. a.  in Italien, Frankreich und Venezuela.

## Ausstellungen
Einzelausstellungen und Ausstellungsbeteiligungen:
- 1990:	Xenos – Die Fremde, Bürgerhaus Troisdorf
- 1991:	Kunsthaus Wiesbaden (Katalog)
- 1993:	Schünemannsche Mühle, Wolfenbüttel
- 1994:	Domizil, Kunstverein Rhein-Sieg; Kemenate, Braunschweig; FH für Gestaltung, Hamburg; Große Kunstausstellung NRW, Düsseldorf (Katalog)
- 1995:	Atelier Galerie, Hennef; Stochay & Ley, Köln
- 1996:	Stadtmuseum Siegburg; Große Kunstausstellung NRW, Düsseldorf (Katalog)
- 1997:	Bonner Kunstpreis, Künstlerforum, Bonn; Große Kunstausstellung, Hennef; Große Kunstausstellung NRW, Düsseldorf (Katalog)
- 1998:	Förderpreis Junge Kunst, Saarland Museum, Saarbrücken (Katalog); Förderpreis Junge Kunst, Kunstverein Ludwigshafen; Künstlerforum, Bonn; Große Kunstausstellung, Hennef; Große Kunstausstellung NRW, Düsseldorf (Katalog)
- 1999:	Kölner Stadt-Anzeiger, Siegburg; Große Kunstausstellung, Hennef; Große Kunstausstellung NRW, Düsseldorf (Katalog)
- 2000:	Pfalzgalerie, Kaiserslautern (Katalog); Große Kunstausstellung NRW, Düsseldorf (Katalog)
- 2001:	Kunstpreis für Fotografie, Ausstellungsräume Steinstraße 52, Brandenburg (Katalog); Bonner Kunstpreis, Künstlerforum, Bonn; Große Kunstausstellung NRW, Düsseldorf (Katalog)
- 2002:	Centro de Arte La Estancia, Caracas, Venezuela
- 2003:	Museo de Arte Contemporáneo del Zulia, Maracaibo, Venezuela
- 2004:	Atelierhaus Brückberg, Siegburg
- 2005:	Galerie Kunst und Raum, Düsseldorf; Große Kunstausstellung NRW, Düsseldorf (Katalog)
- 2006:	Atelierhaus Brückberg, Siegburg; MS Kunst + Wohnen, Münster; Finalborgo, Finale Ligure, Italien
- 2007:	Stille, Kunstverein Rhein-Sieg, Siegburg; Standpunkt Menschenrechte, BBK + Amnesty International, Altes Rathaus, Göttingen; Große Kunstausstellung NRW, Düsseldorf 2006/2007 (Katalog); Traverse, TechnologiePark Bergisch Gladbach; artclub Galerie, Köln; Stadtgalerie Alter Turm, Niederkassel; Centre d’Affaires de l’Aeroport, Nizza, Côte d’Azur, Frankreich
- 2008:	Landschaft – Neue Aspekte, Kunstverein Rhein-Sieg, Siegburg; Accrochage, Kölner Stadt-Anzeiger, Siegburg; NordArt, Carlshütte, Büdelsdorf (Katalog); artclub Galerie, Köln; Kunstpunkte 2008, Historische Werkshalle, Eitorf
- 2009: Von Angesicht zu Angesicht, Kunstverein Rhein-Sieg, Siegburg; Atelierhaus Brückberg, Siegburg; artclub Galerie, Köln; NordArt 09, Carlshütte, Büdelsdorf (Katalog); Zeit für Wunder, Kunstverein Wesseling, Nominierung VIII. Kunstpreis Wesseling (Katalog);
- 2010: Alles falsch?, Kunstverein Rhein-Sieg, Siegburg; NordArt 2010, Carlshütte, Büdelsdorf (Katalog); artclub Galerie, Köln; Ballgefühl, VHS Rhein-Sieg, Siegburg; Kunst-Licht, Historische Werkshalle Schoeller AG, Eitorf;
- 2011: artclub Galerie, Köln; All inclusive, Kunstverein Rhein-Sieg, Siegburg;
- 2012: Denkraum, Siegburg; Wahnsinn, Kunstverein Rhein-Sieg, Siegburg; Atelierhaus Brückberg, Siegburg; Auftakt, Kunsthaus Troisdorf, Troisdorf; artclub Galerie, Köln;
- 2013: Piccolo, Kunsthaus Troisdorf, Troisdorf; artclub Galerie, Köln;
- 2014: So Far, Kunsthaus Troisdorf, Troisdorf (Katalog); Radikal, Kunstverein Rhein-Sieg, Siegburg; Weiter im Dialog, Schloss Bevern, Holzminden;Sag mir wo die Blumen sind - 1914-2014, Kunsthaus Troisdorf, Troisdorf (Katalog); artclub Galerie, Köln;
- 2015: 25 Jahre Kunst im Stadtmuseum, Stadtmuseum Siegburg, Siegburg; All Inclusive 2.0, Kunstverein Rhein-Sieg, Siegburg; Grenzgänger, Kunst-Werft Rheinbrohl, Rheinbrohl; Not Dark Yet, Kunsthaus Troisdorf, Troisdorf; artclub Galerie, Köln;
- 2016: Time (Dis)Placement, Kunsthaus Troisdorf, Troisdorf (Katalog)
- 2017: Vision, Kunsthaus Troisdorf, Troisdorf; Frank Baquet - Photoworks, Johanneskirche, Troisdorf; Fünf Jahre - Jubiläumsausstellung, Kunsthaus Troisdorf, Troisdorf (Katalog)
- 2018: Transfer, BIG Gallery, Dortmund; Wirklichkeiten, Künstlerforum Remagen, Remagen; Transfer, Art AV Berchtoldvilla, Salzburg, Österreich;
- 2019: Frank Baquet - Photoworks, Kunsthaus Troisdorf, Troisdorf (Katalog); Abbild, Kunsthaus Troisdorf, Troisdorf;
- 2020: Piccolo 2020, Kunsthaus Troisdorf, Troisdorf;
- 2021: Kunst findet Stadt, Citylights im öffentlichen Raum, Photoszene Köln, Wertheim, Köln; Troisdorf;Time (Dis)Placement II, Kunsthaus Troisdorf, Troisdorf (Katalog); Pandemic Flowers, Kunsthaus Troisdorf, Troisdorf;
- 2022: Piccolo 2020, Kunsthaus Troisdorf, Troisdorf; Wechsel - Change, Alte Druckerei Sinzig, Sinzig (Katalog); X Jubiläumsausstellung, Kunsthaus Troisdorf, Troisdorf;
- 2023: Schwarz Weiss, Kunsthaus Troisdorf, Troisdorf; 30 Jahre KreativWerkstatt, Burg Wissem Bilderbuchmuseum der Stadt Troisdorf, Troisdorf; Photoszene Köln, Wertheim, Köln;
- 2024: Piccolo 2024, Kunsthaus Troisdorf, Troisdorf; Transfer, BKG, Wuppertal;  Frank Baquet - Keine Malerei, Kunsthaus Troisdorf, Troisdorf;
- 2025: Papier, Kunsthaus Troisdorf, Troisdorf; Transfer, Alter Schlachthof Eupen, Eupen, Belgien; Act of Change, Bunker k101, Köln;

## Preise und Auszeichnungen
- 1995:	Kunstpreis des Rhein-Sieg-Kreises
- 2001:	Kunstpreis für Fotografie der Stadt Brandenburg
- 2009:	Kunstpreis Wesseling, 2. Preis

## Publikationen

### Bücher/Kataloge
- Förderpreis Junge Kunst, 1998, Saarland Museum, Saarbrücken
- Konzept: Konkret, I. Biennale für Konkrete Kunst, 1998; Gesellschaft für Kunst und Gestaltung e.V., Bonn
- KUNSTPREIS – Zwanzig Jahre Kunstpreis im Rhein-Sieg-Kreis 1979–1999, Rhein-Sieg-Kreis, Siegburg 1999.
- Artidentity – Förderpreis Junge Kunst, 2000, Pfalzgalerie Kaiserslautern
- Die metamorphen Zeichen – Die Ausstellung zum Kunstpreis für Fotografie, 2001, Stadt Brandenburg
- LUUPS Gutscheinbücher, 2007–2017 (u. a. Berlin, Bonn, Dortmund, Stuttgart, Köln)[2]
- Hübners Who is Who Deutschland, 2008, Who is Who Verlag für Personenenzyklopädien, Zug, Schweiz
- NordArt 08, KiC Kunst in der Carlshütte gGmbH, 2008, Büdelsdorf
- NordArt 09, KiC Kunst in der Carlshütte gGmbH, 2009, Büdelsdorf
- Zeit für Wunder, VIII. Kunstpreis Wesseling, Kunstverein Wesseling, 2009, Wesseling
- NordArt 2010, KiC Kunst in der Carlshütte gGmbH, 2010, Büdelsdorf
- Frank Baquet - Stadthalle, Kunsthaus Troisdorf, 2014, Troisdorf, ISBN 978-3-945235-00-3.
- Frank Baquet Photographie - 1994–2014, Kunsthaus Troisdorf, 2014, Troisdorf, ISBN 978-3-945235-01-0.
- Time (Dis)Placement - Fotografie & Neue Medien, Kunsthaus Troisdorf, 2016, Troisdorf, ISBN 978-3-945235-04-1.
- Kunsthaus Troisdorf - Jubiläumsband, Kunsthaus Troisdorf, 2017, Troisdorf, ISBN 978-3-945235-02-7.
- Frank Baquet - Photoworks, Kunsthaus Troisdorf, 2019, Troisdorf, ISBN 978-3-945235-10-2.
- Frank Baquet - Konzerte 2013 - 2022, Kunsthaus Troisdorf, 2022, Troisdorf, ISBN 978-3-945235-15-7.

### Artikel
- Frank Baquet – Kunstpreis 1995, Jahrbuch des Rhein-Sieg-Kreises, 1997, Rhein-Sieg-Kreis
- Das Licht der Schatten, Troisdorfer Jahreshefte, 1997, Stadt Troisdorf
- Die dritte Realität, KHAT Review of Art and Culture Nr. 6/7, 1998, Bonn